# Promet Švedske
Mreža kopnenih prometnica vrlo dobro je razvijena i razgranata, osobito na jugu. Vodenih putova ima najviše u Svealandu, a plovnu mrežu čine rijeka Götaälv, jezera Vänern i Vättern, te kanal Göta. Morski promet je intenzivan te osim svojim brodovima, Švedska raspolaže i unajmljenim brodovima, osobito norveškim. Brojni trajekti povezuju Göteborg, Stockholm i Malmö sa sjevernom Europom. Najveće zračne luke nalaze se uz Stockholm, Malmö i Sundsvall.